# 一屋兩妻
《一屋兩妻》是由陳友執導，陳友、梅艷芳、夏文汐、鐘鎮濤等主演的1987年香港喜劇愛情電影。

## 簡介
舞台演員阿信（陳友飾）離婚後即與情人百佳（梅艷芳飾）同居，前妻惠康（夏文汐飾）因生意失敗不得不回來居住，一屋兩妻，於是鬧出了不少笑話。百佳怕二人舊情復燃，處處防範；阿信的姑媽從美國回來，誤把百佳當傭人；阿信為惠康介紹男友，心裡不免隱藏醋意，竟在舞台上唱出“虎打武松"，弄出笑話連篇… 

## 演員表
| 演 員  | 角 色 | 備註                                                                   |
| 陳友   | 阿信  | 百佳之男友，後分手，最後復合 惠康之前夫，對其仍有感情 華仔之同事兼情敵 |
| 梅艷芳 | 百佳  | 阿信之女友，後分手，最後復合 惠康之情敵兼好友 華仔之好友               |
| 梅艷芳 | 元东  |                                                                        |
| 夏文汐 | 惠康  | 阿信之前妻 華仔之女友 百佳之情敵兼好友                                 |
| 鐘鎮濤 | 華仔  | 惠康之男友 阿信之情敵 百佳之好友                                       |